# Vipera eriwanensis
Vipera eriwanensis este o specie de șerpi din genul Vipera, familia Viperidae, descrisă de Reuss 1933. A fost clasificată de IUCN ca specie vulnerabilă. Conform Catalogue of Life specia Vipera eriwanensis nu are subspecii cunoscute.

## Galerie

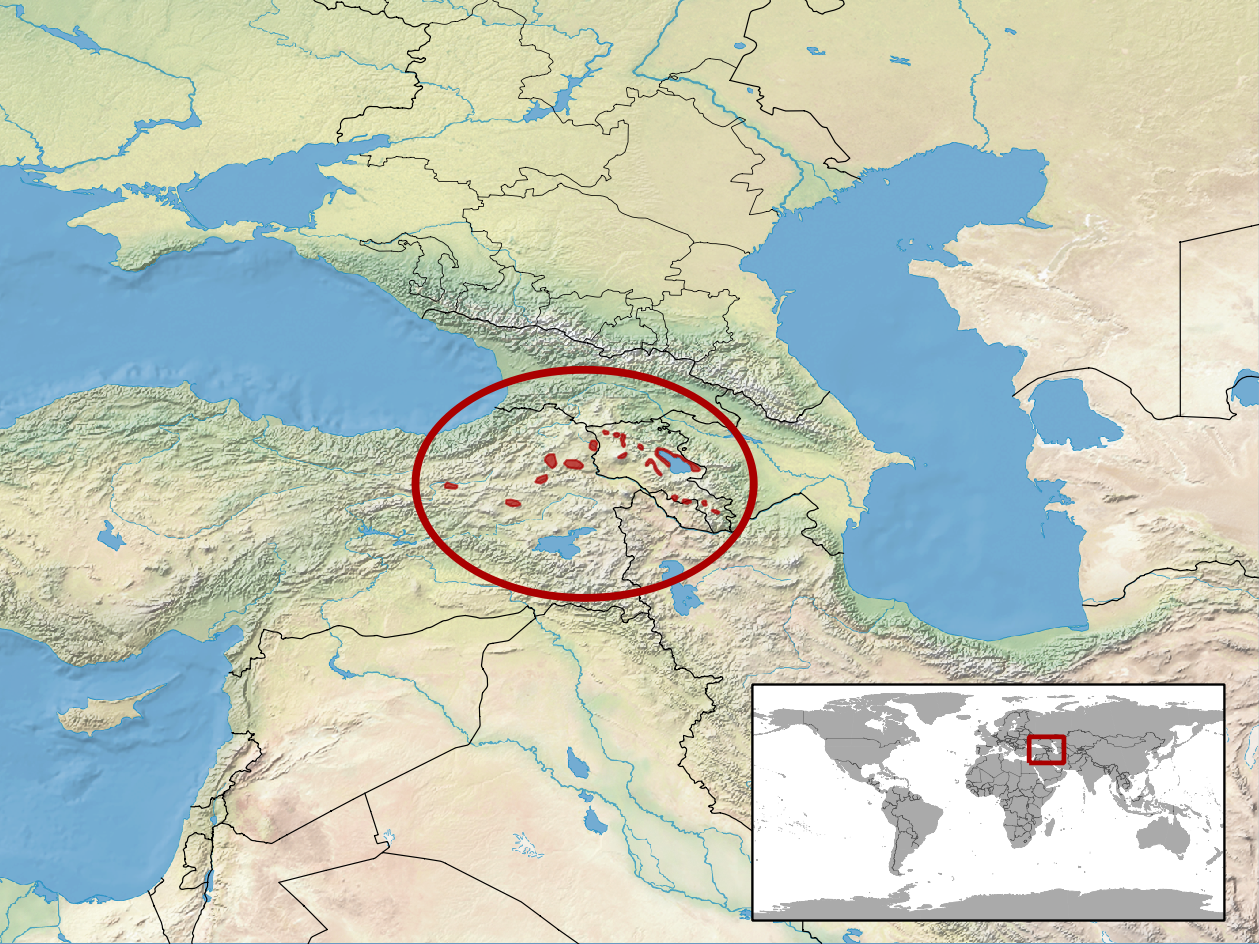
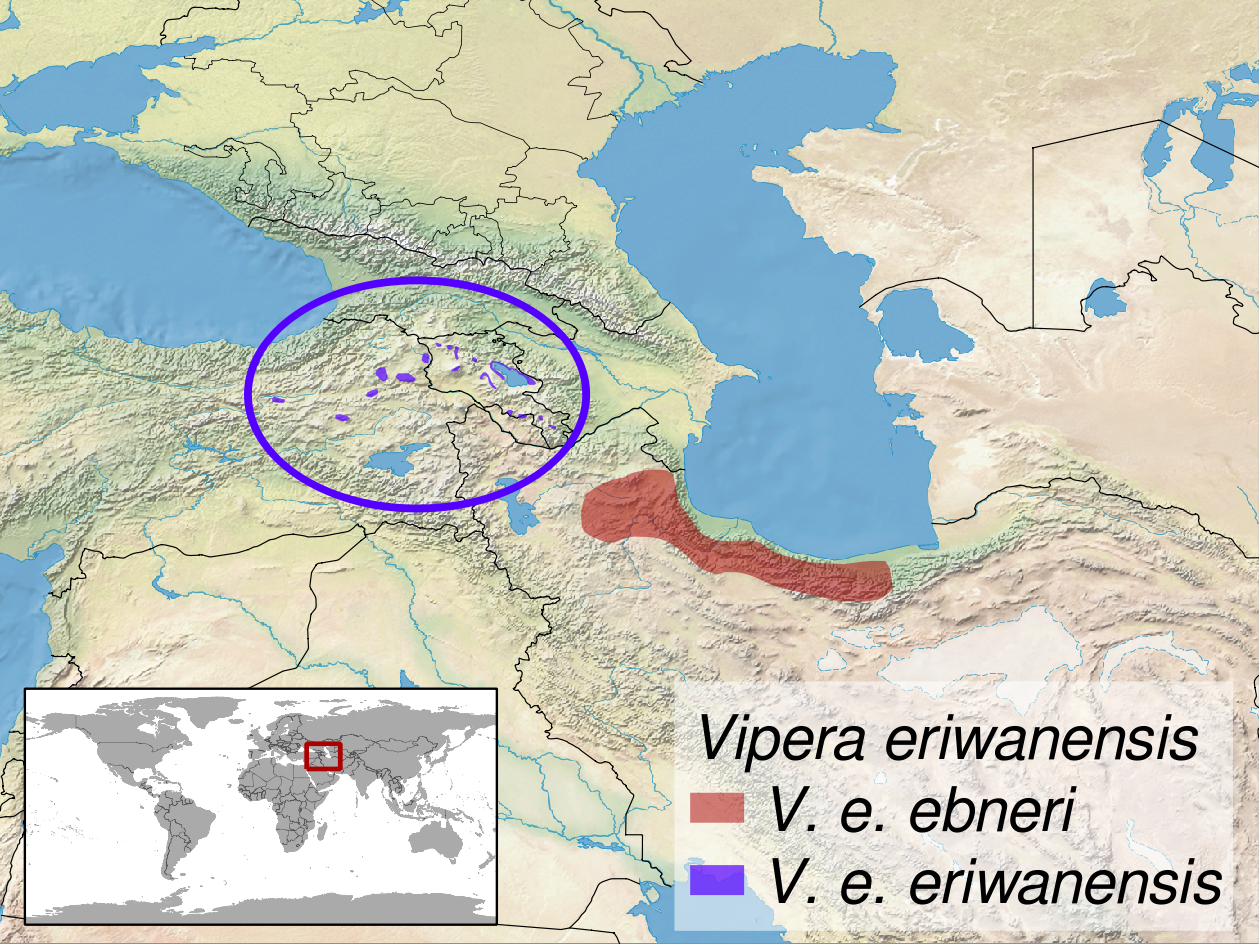